# Квентин Крисп
Квентин Крисп (англ. Quentin Crisp, имя при рождении англ. Denis Charles Pratt; 25 декабря 1908 — 21 ноября 1999) — английский писатель и актёр.
Родился в пригороде Лондона, тридцать лет работал натурщиком для классов живописи. Интервью о его необычном стиле жизни (яркий макияж, вызывающая одежда) привлекли внимание публики. Его концерты в разговорном жанре долгое время были популярны в Британии и в США. Он снимался в фильмах и телевизионных шоу. Крисп также был известен своей критикой движения за права гомосексуалов и критикой принцессы Дианы.
Криспу посвящена песня Стинга Englishman in New York (1988), он появляется в официальном видеоклипе.

## Произведения
- Lettering for Brush and Pen (1936), Quentin Crisp and A.F. Stuart, Frederick Warne Ltd. Руководство по гарнитурам в рекламе.
- Colour In Display (1938) Quentin Crisp, 131 pp., The Blandford Press. Руководство по использованию цвета в витринах.
- All This and Bevin Too (1943) Quentin Crisp, illustrated by Mervyn Peake, Mervyn Peake Society ISBN 0-9506125-0-2. Притча в стихах о безработном кенгуру.
- The Naked Civil Servant (1968) Quentin Crisp, 222 pp., Harper Collins, ISBN 0-00-654044-9. Автобиография Криспа, рассказывающая о первой половине его жизни.
- Love Made Easy (1977) Quentin Crisp, 154 pp., Duckworth, ISBN 0-7156-1188-7. Фантастический псевдоавтобиографический роман.
- How to Have a Life Style (1975), Quentin Crisp, 159 pp., Cecil Woolf Publ., ISBN 0-900821-83-3. Эссе о харизматичности и индивидуальности.
- Chog: A Gothic Fable (1979), Quentin Crisp, Methuen, London. Illustrated by Jo Lynch, Magnum (1981).
- How to Become a Virgin (1981) Quentin Crisp, 192 pp., Harper Collins, ISBN 0-00-638798-5. Вторая автобиография, рассказывающая о жизни после публикации The Naked Civil Servant, принесшей Криспу известность.
- Doing It With Style (1981) Quentin Crisp, with Donald Carroll, illustrated by Jonathan Hills, 157 pp., Methuen, ISBN 0-413-47490-9. Руководство для осмысленной и стильной жизни.
- The Wit and Wisdom of Quentin Crisp (1984) Quentin Crisp, edited by Guy Kettelhack, Harper & Row, 140 pp., ISBN 0-06-091178-6. Сборник эссе и цитат Криспа.
- Manners from Heaven: a divine guide to good behaviour (1984) Quentin Crisp, with John Hofsess, Hutchinson, ISBN 0-09-155810-7. Инструкции для сострадательной жизни.
- How to Go to the Movies (1988) Quentin Crisp, 224 pp., St. Martin’s Press, ISBN 0-312-05444-0. Movie reviews and essays on film.
- Quentin Crisp’s Book of Quotations, опубликованная также под названием The Gay and Lesbian Quotation Book: a literary companion (1989) edited by Quentin Crisp, Hale, 185 pp. ISBN 0-7090-5605-2. Сборник цитат, относящихся к теме гомосексуальности.
- Resident Alien: The New York Diaries (1996) Quentin Crisp, 225 pp., Harper Collins, ISBN 0-00-638717-9. Дневники и воспоминания 1990-94 годов.
- Dusty Answers (unpublished), edited by Phillip Ward. Последний сборник произведений Квентина Криспа, включающий в себя избранные стихотворные произведения и скрипт его шоу.

## Фильмография
- World in Action  (англ.) (документальный) (вышел на экран в 1971, снят в 1968) …Главный герой. Режиссёр Дэнис Митчелл.
- The Naked Civil Servant  (англ.) (1975) (введение)… Самого себя
- Гамлет (1976) …. Полоний
- Невеста (The Bride)…. Dr. Zalhus
- The Equalizer  (англ.)…. Эрни Фрик (эпизод First Light, 1987)
- Баллада Редингской тюрьмы (Ballad of Reading Gaol) (короткометражный) (1988) …. Рассказчик
- Resident Alien  (англ.) (1990) (автобиографический) …. Самого себя
- Topsy and Bunker: The Cat Killers  (англ.) (1992) …. Pat the Doorman
- Орландо (Orlando) (1992) …. Королева Елизавета I
- Филадельфия (Philadelphia) (1993) (не указан в титрах) …. Гость на вечеринке
- Red Ribbons (1994) (вышел на видеокассете) …. Horace Nightingale III
- Aunt Fannie (1994) (вышел на видеокассете) …. Aunt Fannie
- Natural Born Crazies (1994) …. Рассказчик
- Вонгу Фу, с благодарностью за всё! Джули Ньюмар (To Wong Foo, Thanks for Everything! Julie Newmar) (1995) …. Нью-йоркский судья
- Taylor Mead Unleashed, (документальный), 1996 …. Самого себя.
- Красная шапочка (Little Red Riding Hood) (1997) (короткометражный) …. Рассказчик
- Famous Again (1998)
- Men Under Water (1998) …. Joseph
- Barriers  (англ.) (1998) …. Натан
- Homo Heights (1998) …. Малкольм
- American Mod (2002) …. Бабушка
- Domestic Strangers (2005) …. Мистер Дэйвис